# Sertab Erener

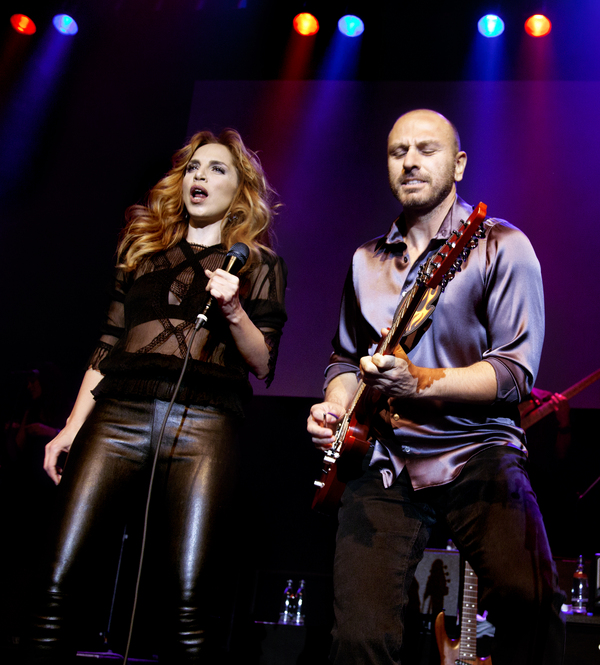
Sertab Erener & Demir Demirkan

Sertab Erener (Istambul, 4 de dezembro de 1964) é uma cantora pop turca.  Venceu o Festival Eurovisão da Canção em 2003, com a canção Every way that I can, festival realizado em Riga (Letónia).

## Carreira
Inicialmente, trabalhou com Sezen Aksu, outra importante "estrela" pop turca, tendo produzido o primeiro álbum Sakin Ol em 1992, seguido de Lal (1994), Sertab Gibi (1996), Sertab (1999) e Turuncu (2001). O título Lal foi incluído no disco Soundtrack for a century, uma colecção da Sony Music.
Sertab é também conhecida pelos seus duetos com José Carreras e Ricky Martin e ainda de um single com a cantora grega Mando (que curiosamente representou a Grécia no mesmo ano em que Sertab venceu o Festival da Eurovisão, alcançando um modesto 17º lugar com Never let you go).
Em 2004, produziu o primeiro álbum em língua inglesa chamado No boundaries (Sem fronteiras) e mais uns singles, o que fez aumentar o seu número de fãs.

## Discografia
Esta cantora tem  uma certa quantidade de discos produzidos, tanto álbuns como singles.  Os primeiros discos foram produzidos em turco, depois com vitória no Festival eurovisão da canção (2003) começou a sua carreira em inglês, para obter uma maior venda de discos no resto da Europa

## Álbuns
- 'Sakin Ol! (1992)
- La´l  (1994)
- Sertab Gibi (1999)
- Sertab Erener' (1999)
- Sertab (International  - 2000)
- Turuncu (2001)
- Sertab (International com faixas bónus - 2003)
- No boundaries (2004)
- "Aşk Ölmez" (2005)

## Singles
- Zor kadin (1999)
- Utamna (2000)
- Bu yaz (2000)
- Yeni (2001)
- Every way that I can (2003 - tema vencedor doFestival eurovisão da canção  2003)
- Here I am (2003)
- I believe (that I see love in you - 2004)
- Leave (2004)